# Лисинский (хутор)
Лисинский — хутор в Кумылженском районе Волгоградской области России. Входит в состав Суляевского сельского поселения. Население 22 чел. (2010).

## История
В соответствии с Законом Волгоградской области от 14 февраля 2005 года № 1006-ОД «Об установлении границ и наделении статусом Кумылженского района и муниципальных образований в его составе» хутор вошёл в состав образованного Суляевского сельского поселения.

## География
Расположен в западной части региона, в лесостепи, в пределах Хопёрско-Бузулукской равнины, являющейся южным окончанием Окско-Донской низменности, по обоим берегам р. Кумылга.
Уличная сеть состоит из одного географического объекта: ул. Заречная
Абсолютная высота 73 метра над уровнем моря.

## Население
| 2010 |
| ---- |
| 22   |

Гендерный состав
По данным Всероссийской переписи населения 2010 года в гендерной структуре населения из 22 человек мужчин — 13, женщин — 9 (59,1 и 40,9 % соответственно).
Национальный состав
Согласно результатам переписи 2002 года, в национальной структуре населения
русские составляли 97 % из общей численности населения в 33 чел..

## Инфраструктура
Личное подсобное хозяйство.
Есть мостовой переход через Кумылгу.

## Транспорт
Просёлочные дороги. Одна из них ведет на автодорогу межмуниципального значения «Кумылженская — Суляевский — Покручинский» (идентификационный номер 18 ОП МЗ 18Н-65), ближайшая остановка — «Поворот на Тюринский», автобусы маршрута 654, 834.